# Vrancse
Vrancse (macedónul: Вранче) település Észak-Macedóniában, a Pelagonijai körzet Dolneni járásában.

## Népesség
| Lakosok száma | 659  | 720  | 724  | 506  | 240  | 161  | 147  | 105  | 84   |
|               | 1948 | 1953 | 1961 | 1971 | 1981 | 1991 | 1994 | 2002 | 2021 |

2002-ben 105 lakosa volt, akik mindannyian macedónok.